# Big Data Romance
Big Data Romance (Hangul: 빅데이터 연애; tên tiếng Anh dịch theo nghĩa đen: Big Data Dating) hoặc Drama Stage 2020 – Big Data Romance (Hangul: 드라마 스테이지 2020 – 빅데이터 연애) là bộ phim thứ năm của chuỗi phim truyền hình tuyển tập tvN Drama Stage 2020. Phim có sự tham gia của Jeon So-min và Song Jae-rim, được phát sóng vào ngày 25 tháng 12 năm 2019 lúc 23:00 (KST), thứ Tư trên tvN.

## Nội dung chính
Big Data Romance là một bộ phim hài lãng mạn kể về câu chuyện của nhà phát triển ứng dụng thiên tài Kim Seo-joon (Song Jae-rim), người có niềm tin mù quáng vào dữ liệu lớn. Anh ấy trông có vẻ lạnh lùng, nhưng thực ra anh ấy có một trái tim ấm áp. Anh yêu một người phụ nữ theo chủ nghĩa lãng mạn Ahn Bit-na (Jeon So-min), bất chấp dữ liệu lớn cho thấy họ không hợp nhau. Bộ phim sẽ khám phá cuộc chiến giữa kỹ thuật số so với vật tương tự và đặt câu hỏi, "Điều gì sẽ xảy ra nếu dữ liệu lớn cũng kiểm soát các mối quan hệ lãng mạn của chúng ta?".

## Diễn viên

### Diễn viên chính
| Diễn viên    | Vai diễn    | Giới thiệu | Tham khảo   |
| ------------ | ----------- | --- | ----------- |
| Jeon So-min  | Ahn Bit-na  | Cô từng bị bạn trai cũ chia tay để quen người phụ nữ khác với lý do là họ khác biệt nhau. Bit-na điều hành một cửa hàng phụ kiện retro và bắt đầu hẹn hò thông qua dữ liệu lớn vì cô được cho biết rằng cô có thể gặp một người giống như cô. Nhưng trong lòng Bit-na, ai cũng như nhau, nhưng chỉ có một người là lãng tử mơ mộng tình yêu lấp lánh. Những người khác chế giễu nó như một câu chuyện lãng mạn tưởng tượng, nhưng cô không thể từ bỏ. Sau đó, trái tim của cô bắt đầu đập với Seo-jun, một tín đồ dữ liệu lớn, và sự hỗn loạn bắt đầu. Bit-na có thể sử dụng cơ thể của mình tốt, nhưng cô ấy mệt mỏi với việc sử dụng đầu.                                      | [ 7 ] [ 8 ] |
| Song Jae-rim | Kim Seo-jun | Một nhà phát triển chương trình thiên tài. Là một tín đồ của dữ liệu lớn, Seo-jun đã phát triển một ứng dụng phù hợp với các đối tác có dữ liệu lớn. Anh tin rằng việc gặp gỡ đúng người với dữ liệu lớn có thể làm giảm vết thương của tình yêu và chia tay. Tuy nhiên, Seo-jun phải đối mặt với tình huống trớ trêu khi phải trong một mối quan hệ giả với một người phụ nữ không hợp theo dữ liệu lớn. Chính xác, lạnh lùng và không hay cười, nhưng sau khi gặp Ahn Bit-na, người không phù hợp với anh ngay cả trong dữ liệu lớn, cơ mặt của anh vẫn liên tục cử động. Thật đau buồn khi anh không thể trút bỏ được những hối tiếc cho mối tình đầu của mình, Yang Seol-ah. | [ 7 ] [ 9 ] |

### Diễn viên phụ
| Diễn viên    | Vai diễn        | Giới thiệu | Tham khảo    |
| ------------ | --------------- | --- | ------------ |
| Lee Soon-won | Park Sang-hoon  | Cố vấn và bạn thân nhất của Seo-joon. Anh thường được gọi là 'Park Bon' vì vị trí của anh là tổng giám đốc. Sang-hoon có khiếu hài hước và tức giận, đủ để giúp Seo-joon kén chọn và không bị hỗn loạn. | [ 7 ] [ 10 ] |
| Ahn Da-jung  | Cha In-ae       | Bạn thân nhất của Bit-na. Đối với cô, một người có cơ bụng và bắp tay to, hẹn hò là một thế giới luôn có sự khác biệt. Sau đó, cô gặp thế giới tình yêu dữ liệu lớn và hét lên Eureka. Theo quan điểm của Bit-na, cô ấy là người sớm chấp nhận hẹn hò dữ liệu lớn. | [ 7 ]        |
| Seo Yoon-ah  | Yang Seol-ah    | Người yêu cũ của Seo-joon nhưng không thực hiện được ước mơ trở thành sinh viên kỹ thuật của mình. Nói rằng tình yêu và hôn nhân là tách biệt, cô ấy nói lời chia tay mối quan hệ của mình với Seo-jun và rời đi. Seo-joon, người bị để lại vết sẹo lớn sau khi yêu đã tạo ra một ứng dụng hẹn hò dữ liệu lớn cho phép chỉ những người phù hợp kết đôi sau khi chia tay với cô ấy. Một người phụ nữ như vậy cứ xuất hiện bên cạnh Seo-joon những ngày này. Cuối cùng, cô lại không hài lòng với Seo-joon một lần nữa và bỏ đi. | [ 7 ]        |
|              | Song Jeong-seok | Bạn trai cũ của Bit-na. Người đã khiến Bit-na nhảy vào một cuộc tình lãng mạn về dữ liệu lớn. | [ 7 ]        |

## Tỷ lệ người xem
| Ngày phát sóng | Tỷ lệ khán giả trung bình | Tỷ lệ khán giả trung bình |
| Ngày phát sóng | TNmS                      | AGB Nielsen               |
| Ngày phát sóng | Hàn Quốc (Toàn quốc)      | Hàn Quốc (Toàn quốc)      |
| --- | ------------------------- | ------------------------- |
| 25 tháng 12 năm 2019 | %                         | 0.7%                      |
| - Bộ phim này được phát sóng trên kênh truyền hình cáp/truyền hình trả phí thường có lượng khán giả tương đối ít hơn so với các đài truyền hình công cộng/truyền hình miễn phí (KBS, SBS, MBC và EBS). |                           |                           |